# Widenmannite
La widenmannite è un minerale.